# J·G·W·亨德森
J·G·W·亨德森（英語：John Graham Wilmot Henderson，1948年6月9日—）是一位英国历史学家和古典學家，剑桥大学国王学院教授，主要作品有《古典学》（Classics，与玛丽·比尔德合著，入选牛津通识读本）等。